# فطومة (أغنية)
فطومة أغنية من تلحين محمد فوزي  ومن كلمات سعيد المصري  وظهرت على شاشة السينما عام 1961 في فيلم يحمل نفس العنوان «فطومة» للمخرج حسن الصيفي ومن بطولة هند رستم وكمال الشناوي.

فيلم (فطومة) 1961

## خلفية الأغنية
قدم سيد درويش بعض أغاني يمكن اعتبارها مزج بين اللحن العربي والايقاعات الأجنبية مثل «محسوبكم انداس» وأيضا «بوخمار خنفشار» ولكن كانت فترة نهاية خمسينات وبداية ستينات القرن العشرين هي فترة شيوع أغاني الفرانكو آراب التي تمزج الألحان الشرقية بالألحان والإيقاعات الغربية مثل السالسا والتشاتشا  والسامبا، كما تمزج أيضا الكلمات العربية بكلمات فرنسية أو إنجليزية أو إيطالية (فرانكو آراب: مزيج عربي فرنسي / أنجلو آراب: مزيج عربي إنجليزي) أنتشرت هذه الموجة في مصر ولبنان وكان رائدها محمد فوزي (يا مصطفى يا مصطفى - علي بابا - فطومة)، وعبد العزيز محمود (أغنية «لوليتا») وأيضا بوب عزام (جورج وديع عزام) المصري السكندري من أصل لبناني، وهو أشهر من غنى مصطفي يا مصطفى، وكريم شكري (جان زعلوم) وأغنيته «العودة إلى القاهرة Take me back to Cairo» من ألحان الموسيقي والمايسترو أندريه رايدر والتي أعاد توزيعها وغنائها سمير الإسكندراني.

## الأغنية ونسخها المختلفة
النسخة الأصلية من ألحان محمد فوزي وكلمات المهندس سعيد المصري (شقيق الملحن والمؤرخ الموسيقي خليل المصري) وظهرت عام 1960 من غناء الشاب برونو موري (الإيطالي شقيق الفنانة داليدا). ومع نجاحها الباهر سارعت شركة دينار فيلم والمخرج حسن الصيفي بتصوير فيلم «فطومة» وحشدت له أبطال هذه الفترة ورقصت هند رستم على أنغام أغنية محمد فوزي وأداء برونو موري.
قدم حسين الإمام «فطومة» في منتصف سبعينات القرن العشرين مع فريق العزف والغناء «فرقة طيبة». وقدمها حميد الشاعري عام 1996 ضمن ألبوم «حلاوتك يا فوزي» الذي تضمن، بالإضافة لأغنية «فطومة»، خمس أغاني أخرى لمحمد فوزي: (ماما زمانها جايه - حبيبي وعينيه - تملي تاني - يوم الخميس - مصطفى يا مصطفى)، كما قدم تسجيل فيديو لنسخته من «فطومة» مع الممثلة الناشئة وقتها «ياسمين عبد العزيز».
صدرت موسيقى «فطومة» بتوزيعات مختلفة 

## تعليقات
كتب الناقد السينمائي طارق الشناوي: "أستعيد أغنية تجاوزت 60 عاما "فطومة" لحّنها فوزى في فيلم يحمل نفس الاسم، وذلك بعد النجاح الطاغى لأغنية فرانكو أراب أيضا "يا مصطفى يا مصطفى"، تقول كلماتها (فطومة مارشيه في الموسكي/ وأنا كنت شارب الويسكى).. هكذا كتبها سعيد المصرى، وغناها برونو مورى، المجتمع تقبّل الكلمات ولم يشعر بحرج من احتساء الويسكى، ربما لأن الأغنية تتحدث عن شاب أجنبى مغرم ببنت البلد "فطومة".
كتبت هدير مصطفى: «يبدو أن عبقرية الراحل محمد فوزى لا تزال حاضرة ومؤثرة في كل الأجيال، حتى اليوم، والدليل على ذلك استعانة فريق» واما«باسم» فطومة«كعنوان لأغنية ضمن ألبومهم الجديد.»

## كلمات الأغنية
فطومه marcher فالموسكي (فطومه ماشيه في الموسكي)
وأنا كنت شارب الويسكي (وأنا كنت شارب الويسكي)
مشيتها comme مارلين مونرو (مشيتها مثل مارلين مونرو)
Oh la la ياخونا ياهوه (يا عزيزي.. ياخواننا ياهوه)
Et rendez-vous (فطومه) (لنلتقي يا فطومه)
Je t'aime beaucoup (فطومه) (احبك كثيرا يا فطومه)
Je ton pris ne te ton  pas (لقد أخذتك، أليس كذلك)
Je suis te  rote de toi    (أنا أفهمك عن ظهر قلب)
Viens mon amour avec moi (تعال معي يا حبيبتي)
Danse le cha cha cha (لنرقص التشا تشا تشا)
فطوومه فطوومه (فطوومه فطوومه)
قولتلها نرقص cha cha cha (قلت لها لترقص التشا تشا تشا)
قالتلي لا نون Non je ne sais pas (قالت لي.. لا.. لا أعرف)
وصوتها ناعم Comme Dalida (وصوتها ناعم مثل داليدا)
لما قالتلي Qu'est-ce qu'il y a (لما فالت لي: ماذا بك؟)
أنا قلبي حبك (فطومه) (أنا قلبي حبك - فطومه)
وقال أحبك (فطومه) (وقال أحبك - فطومه)
فطوومه فطووومه (فطوومه فطووومه)
فطومه انتي Chérie je t'adore (فطومه انتي حبيبي انا اعشقك)
فطومه خدك Comme de moder (فطومه خدك كما يجب)
قولتلها مره نروح سينما (قولتلها مره نروح سينما)
قالتلي لا À notre quoi (قالتلي لا.. لنرى ما لدينا)
راح تهوسيني (فطومه) (راح تهوسيني - فطومه)
اوعي تسيبيني (فطومه) (اوعي تسيبيني - فطومه)

## وصلات خارجية
https://www.elbalad.news/2992266 فطومة (أغنية)
https://www.imdb.com/title/tt0366431/ فطومة (أغنية)
https://www.arabmelody.net/audio/0467f652 فطومة (أغنية)
https://www.shahrayar-stars.com/2020/10/13829/ فطومة (أغنية)
https://www.youtube.com/watch?v=TbmyjM7m7yE فطومة (أغنية)
https://www.youtube.com/watch?v=77ngDI04wyw فطومة (أغنية)
https://www.youtube.com/watch?v=XbFPWe19CsI فطومة (أغنية)
https://www.youtube.com/watch?v=I7uZ1WZbggo فطومة (أغنية)
https://www.youtube.com/watch?v=02cXRyOXIBs فطومة (أغنية)